# Dobrochna Kałwa
Dobrochna Natalia Kałwa (ur. 1969) – polska historyk, doktor habilitowany nauk humanistycznych.

## Życiorys
W 2000 r. obroniła pracę doktorską pt. Kobieta aktywna w Polsce międzywojennej. Dylematy środowisk kobiecych, której promotorem był prof. Andrzej Chwalba, w 2020 r. habilitowała się. Została zatrudniona na Uniwersytecie Jagiellońskim w Krakowie, skąd przeniosła się na Uniwersytet Warszawski.
Jest członkiem Komisji Historii Kobiet PAN oraz należała do Rady Dyscypliny Naukowej – Historii UW.